# Palikir
Palikir è una piccola cittadina, la cui municipalità conta circa 7 321 abitanti, capitale degli Stati Federati di Micronesia dal 1989.
Amministrativamente, dal 1989, appartiene alla municipalità Sokehs del Distretto di Pohnpei.

## Storia
Situata sull'isola di Pohnpei, la cittadina è capitale da quando ha sostituito Kolonia, capoluogo dell'isola e suo più importante snodo commerciale. La città era sede di una pista di atterraggio costruita dalla marina giapponese, distrutta durante la guerra e mai utilizzata. Sul luogo di questa struttura sono nati negli anni 1980 gli edifici governativi e il Congresso degli Stati Federati di Micronesia.

## Clima
| Palikir             | Mesi | Mesi | Mesi | Mesi | Mesi | Mesi | Mesi | Mesi | Mesi | Mesi | Mesi | Mesi | Stagioni | Stagioni | Stagioni | Stagioni | Anno  |
| Palikir             | Gen  | Feb  | Mar  | Apr  | Mag  | Giu  | Lug  | Ago  | Set  | Ott  | Nov  | Dic  | Inv      | Pri      | Est      | Aut      | Anno  |
| ------------------- | ---- | ---- | ---- | ---- | ---- | ---- | ---- | ---- | ---- | ---- | ---- | ---- | -------- | -------- | -------- | -------- | ----- |
| T. max. media (°C)  | 29,9 | 30,0 | 30,2 | 30,2 | 30,3 | 30,4 | 30,6 | 30,8 | 30,9 | 30,9 | 30,7 | 30,3 | 30,1     | 30,2     | 30,6     | 30,8     | 30,4  |
| T. min. media (°C)  | 23,8 | 23,9 | 24,0 | 23,7 | 23,6 | 23,3 | 22,7 | 22,6 | 22,7 | 22,7 | 22,9 | 23,7 | 23,8     | 23,8     | 22,9     | 22,8     | 23,3  |
| Precipitazioni (mm) | 377  | 279  | 353  | 462  | 502  | 464  | 504  | 515  | 464  | 469  | 421  | 392  | 1 048    | 1 317    | 1 483    | 1 354    | 5 202 |